# 螺阳镇
螺阳镇是中国福建省泉州市惠安县下辖的一个镇。

## 历史沿革
1958年，设立红旗公社。1961年，更名为城关公社。1981年，再次更名为螺阳公社。1984年，成立螺阳乡。1992年，螺阳乡改螺阳镇。

## 行政区划
螺阳镇辖25个行政村。螺阳镇镇政府驻溪宅。
洋坑村、霞光村、锦水村、锦东村、梧宅村、上坂村、蔡厝村、锦丰村、后田村、五音村、侨群村、溪西村、盘龙村、下埔村、东风村、钱塘村、联群村、金山村、尾透村、松光村、松星村、工农村、蒋吴村、村下村、锦里村。